# Wiewióra kremowa
Wiewióra kremowa (Ratufa affinis) – gatunek gryzonia z rodziny wiewiórkowatych, występujący w Azji Południowo-Wschodniej.

## Klasyfikacja
Gatunek ten został opisany naukowo w 1821 roku przez T.S. Rafflesa, miejsce typowe to wyspa Singapur. Historycznie opisano aż 37 podgatunków wiewióry kremowej, jednak obecnie uznawane jest tylko 9.
| Podgatunek          | Autor                   | Synonimy                                                                     |
| ------------------- | ----------------------- | ---------------------------------------------------------------------------- |
| R. a. affinis       | Raffles (1821)          | albiceps, aureiventer, frontalis, interposita, johorensis, klossi, pyrsonota |
| R. a. bancana       | Lyon (1906)             | –                                                                            |
| R. a. baramensis    | Bonhote (1900)          | banguei, dulitensis, lumholtzi, sandakanensis                                |
| R. a. bunguranensis | Thomas & Hartert (1894) | confinis, nanogigas, notabilis, sirhassenensis                               |
| R. a. cothurnata    | Lyon (1911)             | griseicollis                                                                 |
| R. a. ephippium     | Müller (1838)           | vittata, vittatula                                                           |
| R. a. hypoleucos    | Horsfield (1823)        | arusinus, balae, catemana, femoralis, masae, nigrescens, piniensis           |
| R. a. insignis      | Miller (1903)           | bulana, carimonensis, condurensis, conspicua                                 |
| R. a. polia         | Lyon (1906)             | –                                                                            |

## Występowanie
Wiewióra kremowa występuje na Półwyspie Malajskim, Borneo i Sumatrze, oraz na mniejszych wyspach w ich pobliżu. Jej zasięg obejmuje terytoria Tajlandii, Malezji, Singapuru, Brunei i Indonezji. Informacje o występowaniu w Wietnamie są uznawane za wątpliwe.

## Wygląd
Jest to duży gryzoń, o masie ciała od 929 do 1575 g i długości ciała (bez ogona) od 322 do 350 mm. Ogon jest dłuższy niż reszta ciała, ma od 373 do 438 mm. Ubarwienie ciała jest zmienne zależnie od miejsca występowania. W ogólności grzbiet wiewióry jest pomarańczowy do brązowego, a spód ciała kremowy do brązowego. Ogon jest czarny, policzki białe, a wąs czarny. Osobniki z Borneo i północy zasięgu są przeważnie ciemniejsze niż te z południa.

## Biologia

### Tryb życia
Wiewióra kremowa prowadzi nadrzewny tryb życia, na ziemię schodzi tylko pokonując zbyt duże odstępy między drzewami, lub uciekając przed drapieżnikami. Żyje w wilgotnych lasach równikowych, toleruje też lasy wtórne i plantacje.
Wiewióry kremowe żyją samotnie, łączą się w pary tylko w związku z rozrodem. Są aktywne w ciągu dnia, po świcie i przed zmrokiem. Samce i samice znaczą terytorium obdrapując gałęzie i zrywając korę, a następnie oznaczając zwykle niewielką ilością moczu; samice w rui informują o tym samców większą ilością moczu. Gryzonie te porozumiewają się wydając różnorodne dźwięki i nawoływania, związane m.in. z własnością terytorium i godami.

### Rozród
Niewiele wiadomo na temat zachowań wiewiór kremowych związanych z rozrodem. Przypuszcza się, że rozmnażają się przez cały rok, choć wydają na świat tylko dwa mioty rocznie. W budowę dużego, okrągłego gniazda zaangażowane są gryzonie obu płci. Przez analogię z zachowaniami pokrewnej wiewióry czarnej (Ratufa bicolor) sądzi się, że opieką nad młodymi zajmuje się samica.

### Pożywienie
Wiewióry kremowe jedzą głównie części roślin, takie jak liście, owoce, gałązki i nasiona, które znajdują w koronach drzew. Owoce jedzą tylko wtedy, gdy brakuje innego pokarmu. Zjadają także owady. Pożywiając się, wiewióry używają kończyn przednich i opuszczają ogon, aby służył jako przeciwwaga.
Gryzonie te padają ofiarą różnych drapieżników: kotów, węży, a przede wszystkim ptaków drapieżnych takich jak wężojad czubaty (Spilornis cheela). Ludzie polują na nie dla mięsa, z użyciem strzelb i dmuchawek. Zagrożone zwierzęta jeżą sierść i uciekają, wydając głośne dźwięki.

## Populacja
Wiewióra kremowa jest dość rzadka w Tajlandii i w malezyjskiej prowincji Sarawak, za to w malezyjskiej części Półwyspu Malajskiego jest najczęściej spotykaną wiewiórą, z gęstością populacji dochodzącą do 1,30 ± 0,61 osobników na kilometr kwadratowy. Gęstość populacji jest generalnie niska, na Borneo osiąga 3,61 os./km² w malezyjskiej prowincji Sabah i 5,81 os./km² w prowincji Sarawak. Podejrzewa się, że jest to związane z rywalizacją o pokarm z innymi nadrzewnymi zwierzętami, szczególnie naczelnymi. Wiewiórze kremowej zagraża utrata środowiska i polowania, prawdopodobnie jest wrażliwa nawet na ograniczoną wycinkę drzew. Ocenia się, że jej liczebność maleje. Międzynarodowa Unia Ochrony Przyrody uznaje wiewiórę kremową za gatunek bliski zagrożenia (NT, ang. near threatened).